# Großer Preis der USA West 1981
Der Große Preis der USA West 1981 (offiziell Toyota Grand Prix of Long Beach) fand am 15. März auf dem Long Beach Grand Prix Circuit in Long Beach statt und war das erste Rennen der Formel-1-Weltmeisterschaft 1981.

## Berichte

### Hintergrund
Der Streit zwischen der FISA und der FOCA, der bereits dazu geführt hatte, dass der Große Preis von Spanien 1980 nicht als WM-Lauf anerkannt worden war, hatte sich im Winter 1980/81 derart verschärft, dass der für den 7. Februar geplante Große Preis von Südafrika ebenfalls als nicht zur Weltmeisterschaft zählendes Formel-1-Rennen ausgetragen werden musste. Carlos Reutemann gewann das Rennen, an dem die der FISA nahestehenden Teams nicht teilnahmen. Der offizielle Auftakt der Saison 1981 fand somit erst am 15. März in Long Beach statt.
Lediglich die Teams Williams und Brabham starteten mit derselben Fahrerbesetzung ins neue Jahr, mit der sie die Saison 1980 beendet hatten. Viele andere Teams behielten jedoch jeweils einen der Piloten des Vorjahres bei. McLaren hielt beispielsweise an John Watson fest und verpflichtete Andrea de Cesaris als neuen zweiten Stammfahrer. Dies wurde nötig, da Alain Prost trotz eines gültigen Zwei-Jahres-Vertrages vorzeitig zu Renault gewechselt war, wo er Jean-Pierre Jabouille ersetzte und somit neuer Teamkollege von René Arnoux wurde. Jabouille stand unterdessen als neuer Teamkollege von Jacques Laffite bei Ligier unter Vertrag. Da er jedoch nach wie vor nicht von seinen Beinverletzungen genesen war, die er sich bei einem Unfall während des Großen Preises von Kanada 1980 zugezogen hatte, übernahm zunächst Jean-Pierre Jarier seine Vertretung. Dessen Platz sowie den seines ehemaligen Teamkollegen Derek Daly im finanziell angeschlagenen Team Tyrrell erhielten die beiden US-Amerikaner Eddie Cheever und Kevin Cogan. Daly fand eine neue Anstellung beim Team RAM Racing, das sich unter dem Namen March Grand Prix Team  meldete, ohne allerdings einen Bezug zum britischen Rennwagenhersteller March Engineering zu haben. Der chilenische Debütant Eliseo Salazar wurde dort sein Teamkollege.
Mit Ferrari trat neben Renault ein weiteres Team mit Turbomotoren an. Jody Scheckter, der seine Karriere zum Saisonfinale 1980 beendet hatte, wurde durch Didier Pironi ersetzt. Dieser bildete fortan zusammen mit Gilles Villeneuve eine legendäre Fahrerpaarung.
Mario Andretti wechselte zu Alfa Romeo und wurde dort zweiter Stammfahrer neben Bruno Giacomelli. Daraufhin erhielt Nigel Mansell, der im Vorjahr drei Gasteinsätze absolviert hatte, einen Stammfahrervertrag bei Lotus an der Seite von Elio de Angelis.
Emerson Fittipaldi war neben Scheckter der zweite ehemalige Weltmeister, der seine Karriere als Formel-1-Pilot nach der Saison 1980 beendet hatte. Er hielt an Keke Rosberg als Fahrer für sein Team fest und nahm zudem den Neuling Chico Serra unter Vertrag. Osella trat fortan erstmals als Zwei-Wagen-Team an. Beppe Gabbiani und der argentinische Debütant Miguel Ángel Guerra wurden dazu als Fahrer verpflichtet. Arrows behielt Riccardo Patrese und engagierte den Debütanten Siegfried Stohr als Nachfolger von Jochen Mass. Marc Surer und Jan Lammers tauschten ihre Plätze zwischen den Teams ATS und Ensign.
Theodore Racing trat erstmals als Werksteam mit einem eigenen Wagen an. Dieser trug die Bezeichnung TY01 und wurde von Patrick Tambay pilotiert. Die anderen Teams setzten überwiegend weiterentwickelte Vorjahresmodellen ein.
Da der Reifenhersteller Goodyear seinen zeitweiligen Ausstieg aus dem Grand-Prix-Sport beschlossen hatte, traten alle Teams mit Michelin-Reifen an.

### Training
Zur Überraschung der Fachwelt sicherte sich Patrese im Arrows A3B die Pole-Position vor den beiden Williams-Piloten Jones und Reutemann. Piquet folgte vor Villeneuve und Andretti. Nahezu allen Piloten gelang ihre jeweils schnellste Runde während des zweiten Qualifikationstrainings. Die einzige Ausnahme bildete Stohr, der nicht daran teilnahm.

### Rennen
Nach einem sehr guten Start erreichte Villeneuve als Führender die erste Kurve, verbremste sich jedoch und musste den Spitzenplatz dadurch an Patrese abgeben. Die beiden Williams-Piloten gelangten ebenfalls wieder auf die Positionen, von denen sie gestartet waren. Weiter hinten im Feld kollidierten Prost und de Cesaris. Beide schieden aus. Pironi, der vom elften Platz aus ins Rennen gestartet war, befand sich am Ende der ersten Runde auf dem sechsten Rang hinter Piquet. Drei Runden später belegte er den vierten Rang.
In der 17. Runde schied Villeneuve, der auf den sechsten Rang zurückgefallen war, aufgrund eines Schadens am Antriebsstrang aus. Seine Position wurde daraufhin von Cheever eingenommen.
Aufgrund von Problemen mit dem Benzindruck verlor Patrese zunächst in Runde 25 die Führung an Reutemann und eine Runde später den zweiten Platz an Jones. In der 17. Runde warf ihn ein unvermeidbarer Boxenstopp ans Ende des Feldes zurück.
In der 32. Runde machte Reutemann im Zuge eines Überrundungsmanövers gegen Surer einen Fehler. Diesen nutzte sein Teamkollege Jones aus, um in Führung zu gehen. Unterdessen überholte Laffite den Sechstplatzierten Andretti und kollidierte zehn Umläufe später mit dem Fünftplatzierten Cheever. Der Franzose musste einen Reparaturstopp an den Boxen einlegen und auch Cheevers Wagen wurde aufgrund leichter Beschädigungen langsamer. Dies sowie die Tatsache, dass Pironi aufgrund eines Öllecks langsamer wurde, nutze Andretti aus, um auf den vierten Platz zu gelangen.
Die Saison begann mit einem Doppelsieg des amtierenden Weltmeisterteams Williams.

## Meldeliste
| Team                           | Nr. | Fahrer              | Chassis         | Motor                    | Reifen |
| ------------------------------ | --- | ------------------- | --------------- | ------------------------ | ------ |
| Albilad-Williams Racing Team   | 01  | Alan Jones          | Williams FW07C  | Ford Cosworth DFV 3.0 V8 | M      |
| Albilad-Williams Racing Team   | 02  | Carlos Reutemann    | Williams FW07C  | Ford Cosworth DFV 3.0 V8 | M      |
| Tyrrell Racing Team            | 03  | Eddie Cheever       | Tyrrell 010     | Ford Cosworth DFV 3.0 V8 | M      |
| Tyrrell Racing Team            | 04  | Kevin Cogan         | Tyrrell 010     | Ford Cosworth DFV 3.0 V8 | M      |
| Parmalat Racing Team           | 05  | Nelson Piquet       | Brabham BT49C   | Ford Cosworth DFV 3.0 V8 | M      |
| Parmalat Racing Team           | 06  | Héctor Rebaque      | Brabham BT49C   | Ford Cosworth DFV 3.0 V8 | M      |
| Marlboro McLaren International | 07  | John Watson         | McLaren M29F    | Ford Cosworth DFV 3.0 V8 | M      |
| Marlboro McLaren International | 08  | Andrea de Cesaris   | McLaren M29F    | Ford Cosworth DFV 3.0 V8 | M      |
| Team ATS                       | 09  | Jan Lammers         | ATS D4          | Ford Cosworth DFV 3.0 V8 | M      |
| Team Essex Lotus               | 11  | Elio de Angelis     | Lotus 81B       | Ford Cosworth DFV 3.0 V8 | M      |
| Team Essex Lotus               | 12  | Nigel Mansell       | Lotus 81B       | Ford Cosworth DFV 3.0 V8 | M      |
| Ensign Racing                  | 14  | Marc Surer          | Ensign N180B    | Ford Cosworth DFV 3.0 V8 | M      |
| Équipe Renault Elf             | 15  | Alain Prost         | Renault RE20B   | Renault EF1 1.5 V6t      | M      |
| Équipe Renault Elf             | 16  | René Arnoux         | Renault RE20B   | Renault EF1 1.5 V6t      | M      |
| March Grand Prix Team          | 17  | Eliseo Salazar      | March 811       | Ford Cosworth DFV 3.0 V8 | M      |
| March Grand Prix Team          | 18  | Derek Daly          | March 811       | Ford Cosworth DFV 3.0 V8 | M      |
| Fittipaldi Automotive          | 20  | Keke Rosberg        | Fittipaldi F8C  | Ford Cosworth DFV 3.0 V8 | M      |
| Fittipaldi Automotive          | 21  | Chico Serra         | Fittipaldi F8C  | Ford Cosworth DFV 3.0 V8 | M      |
| Marlboro Team Alfa Romeo       | 22  | Mario Andretti      | Alfa Romeo 179C | Alfa Romeo 1260 3.0 V12  | M      |
| Marlboro Team Alfa Romeo       | 23  | Bruno Giacomelli    | Alfa Romeo 179C | Alfa Romeo 1260 3.0 V12  | M      |
| Équipe Talbot Gitanes          | 25  | Jean-Pierre Jarier  | Ligier JS17     | Matra MS81 3.0 V12       | M      |
| Équipe Talbot Gitanes          | 26  | Jacques Laffite     | Ligier JS17     | Matra MS81 3.0 V12       | M      |
| Scuderia Ferrari SpA SEFAC     | 27  | Gilles Villeneuve   | Ferrari 126CK   | Ferrari 021 1.5 V6t      | M      |
| Scuderia Ferrari SpA SEFAC     | 28  | Didier Pironi       | Ferrari 126CK   | Ferrari 021 1.5 V6t      | M      |
| Ragno Arrows Beta Racing Team  | 29  | Riccardo Patrese    | Arrows A3B      | Ford Cosworth DFV 3.0 V8 | M      |
| Ragno Arrows Beta Racing Team  | 30  | Siegfried Stohr     | Arrows A3B      | Ford Cosworth DFV 3.0 V8 | M      |
| Osella Squadra Corse           | 31  | Miguel Ángel Guerra | Osella FA1B     | Ford Cosworth DFV 3.0 V8 | M      |
| Osella Squadra Corse           | 32  | Beppe Gabbiani      | Osella FA1B     | Ford Cosworth DFV 3.0 V8 | M      |
| Theodore Racing Team           | 33  | Patrick Tambay      | Theodore TY01   | Ford Cosworth DFV 3.0 V8 | M      |

## Klassifikationen

### Qualifying
| Pos. | Fahrer              | Konstrukteur    | Qualifikationstraining 1 | Qualifikationstraining 1 | Qualifikationstraining 2 | Qualifikationstraining 2 | Start |
| Pos. | Fahrer              | Konstrukteur    | Zeit                     | Ø-Geschwindigkeit        | Zeit                     | Ø-Geschwindigkeit        | Start |
| ---- | ------------------- | --------------- | ------------------------ | ------------------------ | ------------------------ | ------------------------ | ----- |
| 01   | Riccardo Patrese    | Arrows-Ford     | 1:21,983                 | 142,756 km/h             | 1:19,399                 | 147,402 km/h             | 01    |
| 02   | Alan Jones          | Williams-Ford   | 1:20,911                 | 144,648 km/h             | 1:19,408                 | 147,386 km/h             | 02    |
| 03   | Carlos Reutemann    | Williams-Ford   | 1:21,739                 | 143,183 km/h             | 1:20,149                 | 146,023 km/h             | 03    |
| 04   | Nelson Piquet       | Brabham-Ford    | 1:22,675                 | 141,562 km/h             | 1:20,289                 | 145,768 km/h             | 04    |
| 05   | Gilles Villeneuve   | Ferrari         | 1:21,723                 | 143,211 km/h             | 1:20,462                 | 145,455 km/h             | 05    |
| 06   | Mario Andretti      | Alfa Romeo      | 1:22,020                 | 142,692 km/h             | 1:20,476                 | 145,430 km/h             | 06    |
| 07   | Nigel Mansell       | Lotus-Ford      | 1:22,461                 | 141,929 km/h             | 1:20,573                 | 145,255 km/h             | 07    |
| 08   | Eddie Cheever       | Tyrrell-Ford    | 1:22,992                 | 141,021 km/h             | 1:20,643                 | 145,129 km/h             | 08    |
| 09   | Bruno Giacomelli    | Alfa Romeo      | 1:22,592                 | 141,704 km/h             | 1:20,664                 | 145,091 km/h             | 09    |
| 10   | Jean-Pierre Jarier  | Ligier-Matra    | 1:21,722                 | 143,212 km/h             | 1:20,787                 | 144,870 km/h             | 10    |
| 11   | Didier Pironi       | Ferrari         | 1:21,828                 | 143,027 km/h             | 1:20,909                 | 144,651 km/h             | 11    |
| 12   | Jacques Laffite     | Ligier-Matra    | 1:23,140                 | 140,770 km/h             | 1:20,925                 | 144,623 km/h             | 12    |
| 13   | Elio de Angelis     | Lotus-Ford      | 1:22,380                 | 142,068 km/h             | 1:20,928                 | 144,617 km/h             | 13    |
| 14   | Alain Prost         | Renault         | 1:23,049                 | 140,924 km/h             | 1:20,980                 | 144,525 km/h             | 14    |
| 15   | Héctor Rebaque      | Brabham-Ford    | 1:23,298                 | 140,503 km/h             | 1:21,000                 | 144,489 km/h             | 15    |
| 16   | Keke Rosberg        | Fittipaldi-Ford | 1:23,356                 | 140,405 km/h             | 1:21,001                 | 144,487 km/h             | 16    |
| 17   | Patrick Tambay      | Theodore-Ford   | 1:23,373                 | 140,376 km/h             | 1:21,298                 | 143,959 km/h             | 17    |
| 18   | Chico Serra         | Fittipaldi-Ford | 1:26,730                 | 134,943 km/h             | 1:21,409                 | 143,763 km/h             | 18    |
| 19   | Marc Surer          | Ensign-Ford     | 1:28,045                 | 132,927 km/h             | 1:21,522                 | 143,564 km/h             | 19    |
| 20   | René Arnoux         | Renault         | 1:23,363                 | 140,393 km/h             | 1:21,540                 | 143,532 km/h             | 20    |
| 21   | Jan Lammers         | ATS-Ford        | 1:23,802                 | 139,658 km/h             | 1:21,758                 | 143,149 km/h             | 21    |
| 22   | Andrea de Cesaris   | McLaren-Ford    | 1:23,728                 | 139,781 km/h             | 1:22,028                 | 142,678 km/h             | 22    |
| 23   | John Watson         | McLaren-Ford    | 1:26,419                 | 135,429 km/h             | 1:22,183                 | 142,409 km/h             | 23    |
| 24   | Beppe Gabbiani      | Osella-Ford     | 1:24,032                 | 139,276 km/h             | 1:22,213                 | 142,357 km/h             | 24    |
| DNQ  | Kevin Cogan         | Tyrrell-Ford    | 1:25,164                 | 137,424 km/h             | 1:22,284                 | 142,234 km/h             | –     |
| DNQ  | Derek Daly          | March-Ford      | 1:26,074                 | 135,971 km/h             | 1:22,356                 | 142,110 km/h             | –     |
| DNQ  | Miguel Ángel Guerra | Osella-Ford     | 1:25,190                 | 137,382 km/h             | 1:22,673                 | 141,565 km/h             | –     |
| DNQ  | Siegfried Stohr     | Arrows-Ford     | 1:23,504                 | 140,156 km/h             | keine Zeit               | –                        | –     |
| DNQ  | Eliseo Salazar      | March-Ford      | 1:25,017                 | 137,662 km/h             | 1:24,383                 | 138,696 km/h             | –     |

### Rennen
| Pos. | Fahrer             | Konstrukteur    | Runden | Stopps | Zeit       | Start | Schnellste Runde |
| ---- | ------------------ | --------------- | ------ | ------ | ---------- | ----- | ---------------- |
| 01   | Alan Jones         | Williams-Ford   | 80     | 0      | 1:50:41,33 | 02    | 1:20,901 (31.)   |
| 02   | Carlos Reutemann   | Williams-Ford   | 80     | 0      | + 9,19     | 03    | 1:20,91          |
| 03   | Nelson Piquet      | Brabham-Ford    | 80     | 0      | + 34,92    | 04    | 1:21,83          |
| 04   | Mario Andretti     | Alfa Romeo      | 80     | 0      | + 49,31    | 06    | 1:21,79          |
| 05   | Eddie Cheever      | Tyrrell-Ford    | 80     | 0      | + 1:06,70  | 08    | 1:22,23          |
| 06   | Patrick Tambay     | Theodore-Ford   | 79     | 0      | + 1 Runde  | 17    | 1:21,75          |
| 07   | Chico Serra        | Fittipaldi-Ford | 78     | 0      | + 2 Runden | 18    | 1:23,09          |
| 08   | René Arnoux        | Renault         | 77     | 1      | + 3 Runden | 20    | 1:22,54          |
| –    | Marc Surer         | Ensign-Ford     | 70     | 0      | DNF        | 19    | 1:22,77          |
| –    | Didier Pironi      | Ferrari         | 67     | 0      | DNF        | 11    | 1:22,23          |
| –    | Jean-Pierre Jarier | Ligier-Matra    | 64     | 0      | DNF        | 10    | 1:22,90          |
| –    | Héctor Rebaque     | Brabham-Ford    | 49     | 1      | DNF        | 15    | 1:22,68          |
| –    | Jacques Laffite    | Ligier-Matra    | 41     | 0      | DNF        | 12    | 1:22,08          |
| –    | Bruno Giacomelli   | Alfa Romeo      | 41     | 0      | DNF        | 09    | 1:22,41          |
| –    | Keke Rosberg       | Fittipaldi-Ford | 41     | 0      | DNF        | 16    | 1:22,88          |
| –    | Jan Lammers        | ATS-Ford        | 41     | 0      | DNF        | 21    | 1:22,33          |
| –    | Riccardo Patrese   | Arrows-Ford     | 33     | 2      | DNF        | 01    | 1:21,42          |
| –    | Beppe Gabbiani     | Osella-Ford     | 26     | 0      | DNF        | 24    | 1:25,19          |
| –    | Nigel Mansell      | Lotus-Ford      | 25     | 0      | DNF        | 07    | 1:22,75          |
| –    | Gilles Villeneuve  | Ferrari         | 17     | 0      | DNF        | 05    | 1:22,54          |
| –    | John Watson        | McLaren-Ford    | 16     | 1      | DNF        | 23    | 1:24,55          |
| –    | Elio de Angelis    | Lotus-Ford      | 13     | 0      | DNF        | 13    | 1:23,32          |
| –    | Alain Prost        | Renault         | 0      | 0      | DNF        | 14    | –                |
| –    | Andrea de Cesaris  | McLaren-Ford    | 0      | 0      | DNF        | 22    | –                |

## WM-Stände nach dem Rennen
Die ersten sechs des Rennens bekamen 9, 6, 4, 3, 2 bzw. 1 Punkt(e). In der Fahrerwertung wurden die besten elf Resultate, in der Konstrukteurswertung alle Resultate gewertet.

### Fahrerwertung
| Pos. | Fahrer             | Konstrukteur    | Punkte |
| ---- | ------------------ | --------------- | ------ |
| 01   | Alan Jones         | Williams-Ford   | 9      |
| 02   | Carlos Reutemann   | Williams-Ford   | 6      |
| 03   | Nelson Piquet      | Brabham-Ford    | 4      |
| 04   | Mario Andretti     | Alfa Romeo      | 3      |
| 05   | Eddie Cheever      | Tyrrell-Ford    | 2      |
| 06   | Patrick Tambay     | Theodore-Ford   | 1      |
| 07   | Chico Serra        | Fittipaldi-Ford | 0      |
| 08   | René Arnoux        | Renault         | 0      |
| –    | Marc Surer         | Ensign-Ford     | 0      |
| –    | Didier Pironi      | Ferrari         | 0      |
| –    | Jean-Pierre Jarier | Ligier-Matra    | 0      |
| –    | Héctor Rebaque     | Brabham-Ford    | 0      |

| Pos. | Fahrer            | Konstrukteur    | Punkte |
| ---- | ----------------- | --------------- | ------ |
| –    | Jacques Laffite   | Ligier-Matra    | 0      |
| –    | Bruno Giacomelli  | Alfa Romeo      | 0      |
| –    | Keke Rosberg      | Fittipaldi-Ford | 0      |
| –    | Jan Lammers       | ATS-Ford        | 0      |
| –    | Riccardo Patrese  | Arrows-Ford     | 0      |
| –    | Beppe Gabbiani    | Osella-Ford     | 0      |
| –    | Nigel Mansell     | Lotus-Ford      | 0      |
| –    | Gilles Villeneuve | Ferrari         | 0      |
| –    | John Watson       | McLaren-Ford    | 0      |
| –    | Elio de Angelis   | Lotus-Ford      | 0      |
| –    | Alain Prost       | Renault         | 0      |
| –    | Andrea de Cesaris | McLaren-Ford    | 0      |

### Konstrukteurswertung
| Pos. | Konstrukteur    | Punkte |
| ---- | --------------- | ------ |
| 01   | Williams-Ford   | 15     |
| 02   | Brabham-Ford    | 4      |
| 03   | Alfa Romeo      | 3      |
| 04   | Tyrrell-Ford    | 2      |
| 05   | Theodore-Ford   | 1      |
| 06   | Fittipaldi-Ford | 0      |
| 07   | Renault         | 0      |
| –    | Ensign-Ford     | 0      |

| Pos. | Konstrukteur | Punkte |
| ---- | ------------ | ------ |
| –    | Ferrari      | 0      |
| –    | Ligier-Matra | 0      |
| –    | ATS-Ford     | 0      |
| –    | Arrows-Ford  | 0      |
| –    | Osella-Ford  | 0      |
| –    | Lotus-Ford   | 0      |
| –    | McLaren-Ford | 0      |